# Við Áir
Við Áir est le nom d'une station baleinière désaffectée située sur Streymoy, île de l'archipel des Féroé. L'installation se trouve à deux kilomètres du village de Hvalvík.

## Étymologie et phonétique
Lié à l'environnement de l'île, son nom est composé de trois lexèmes :  la préposition  við (« près, contre », indicateur spatial à rapprocher du norvégien ved), de á  « fleau ») et de son marqueur suffix pluriel -ir. En langue féringienne Við Áir signifie donc « auprès des cours d'eau ». Selon le spectre phonétique du féroïen, le nom se prononce [viːɔaːɪɹ] dans sa langue d'origine.

## L'activité baleinière
La construction de  Við Áir remonte à 1905 et sa gestion est restée entre les mains de la société norvégienne Christian Salvesen & Co jusqu'en 1930. Cette même société n'en était pas à son galop d'essai dans les Féroé, puisqu'elle avait déjà investi dans la construction de la station de Norðdepil en 1897. était la dernière des sept stations baleinières encore en activité dans l'archipel.
Entre 1906 et 1984, la station a traité 4 454 baleines, 3 155 rorquals communs, 524  cachalots, 509 rorquals boréaux, 124 baleines de Minke, 62 baleines bleues, 30 baleines à bosse et 410 autres cétacés non répertoriés.
La dernière trace d'activité de la station remonte au 26 novembre 2013, alors que la carcasse d'un grand cachalot échoué sur la plage a été remorquée et a explosé au moment de sa première tentative de dépeçage ; l'incident a été filmé et la vidéo est devenue virale sur Internet.

## La conversion en musée maritime
En 1989, le Muséum National déclare l'importance historique que revêt la station pour l'archipel et décide d'en instaurer la préservation. L'année suivante, on désigne un gardien en charge d'assurer les réparations d'urgence sur les installations. En 1997, une mission d'audit est lancée afin de déterminer les évolutions à envisager ; il ne s'agira que d'un rôle d'observation, sans intervention sur le site. En 2008, un groupe de citoyens est désigné par le gouvernement des Féroé afin de leur remettre un rapport d'expertise au sujet de la conservation de la station baleinière réaménagée en musée maritime.
À l'automne 2011, la station ouvre ses portes au public et accueille en ses murs quelque 500 visiteurs. Quelques travaux de rénovation et de conservation restent à entreprendre dans le musée.

## L'école Dugni
Sur le site de Við Áir, il existe des locaux abritant une école. Il s'agit de l'école Dugni, accueillant des jeunes et des adultes en situation de difficultés d'apprentissage, pour des raisons physiologiques, psychologiques ou en rupture sociale. L'enseignement dispensé à Dugni est raccourci par rapport au cursus habituel dans le système éducatif public danois (HFS). Les études proposées orientent les élèves vers des emplois de bureau ou du service tertiaire. L'établissement propose un accueil en demi-pension ou bien en pension complète.http://dugni.fo/